# Apaturris
Apaturris is een geslacht van weekdieren uit de klasse van de Gastropoda (slakken).

## Soorten
- Apaturris costifera May, 1920
- Apaturris expeditionis (W. R. B. Oliver, 1915)